# Llista d'espècies de licòsids (R-Z)
Llista de les espècies de licòsids, per ordre alfabètic, que van de la lletra R fins a la lletra Z. Són les espècies descrites fins al 21 de desembre de 2006.
- Per a les llistes d'espècies amb les altres lletres de l'alfabet, aneu a l'article principal, Llista d'espècies de licòsids.
- Per a la llista completa de tots els gèneres vegeu l'article Llista de gèneres de licòsids.

## Gèneres i espècies

### Rabidosa
Rabidosa Roewer, 1960
- Rabidosa carrana (Bryant, 1934) (EUA)
- Rabidosa hentzi (Banks, 1904) (EUA)
- Rabidosa punctulata (Hentz, 1844) (EUA)
- Rabidosa rabida (Walckenaer, 1837) (Amèrica del Nord)
- Rabidosa santrita (Chamberlin & Ivie, 1942) (EUA)

### Satta
Satta Lehtinen & Hippa, 1979
- Satta cannibalorum Lehtinen & Hippa, 1979 (Nova Guinea)

### Schizocosa
Schizocosa Chamberlin, 1904
- Schizocosa afghana (Roewer, 1960) (Afganistan)
- Schizocosa altamontis (Chamberlin, 1916) (Perú)
- Schizocosa arua (Strand, 1911) (Illes Aru)
- Schizocosa astuta (Roewer, 1959) (Tanzània)
- Schizocosa aulonia Dondale, 1969 (EUA)
- Schizocosa avida (Walckenaer, 1837) (Amèrica del Nord)
- Schizocosa bilineata (Emerton, 1885) (EUA, Canadà)
- Schizocosa cecili (Pocock, 1901) (Zimbabwe)
- Schizocosa ceratiola (Gertsch & Wallace, 1935) (EUA)
- Schizocosa cespitum Dondale & Redner, 1978 (Canadà)
- Schizocosa chelifasciata (Mello-Leitão, 1943) (Brasil)
- Schizocosa chiricahua Dondale & Redner, 1978 (EUA)
- Schizocosa communis (Emerton, 1885) (EUA, Canadà)
- Schizocosa concolor (Caporiacco, 1935) (Karakorum)
- Schizocosa conspicua (Roewer, 1959) (Ruanda)
- Schizocosa cotabatoana Barrion & Litsinger, 1995 (Filipines)
- Schizocosa crassipalpata Roewer, 1951 (EUA, Canadà)
- Schizocosa crassipes (Walckenaer, 1837) (EUA)
- Schizocosa darlingi (Pocock, 1898) (Àfrica Meridional)
- Schizocosa duplex Chamberlin, 1925 (EUA)
- Schizocosa ehni (Lessert, 1933) (Angola)
- Schizocosa floridana Bryant, 1934 (EUA)
- Schizocosa fragilis (Thorell, 1890) (Sumatra)
- Schizocosa hebes (O. P.-Cambridge, 1885) (Yarkand)
- Schizocosa hewitti (Lessert, 1915) (Àfrica Oriental)
- Schizocosa humilis (Banks, 1892) (EUA, Canadà)
- Schizocosa incerta (Bryant, 1934) (EUA)
- Schizocosa interjecta (Roewer, 1959) (Tanzània)
- Schizocosa krynickii (Thorell, 1875) (Ucraïna)
- Schizocosa malitiosa (Tullgren, 1905) (Bolívia, Argentina)
- Schizocosa maxima Dondale & Redner, 1978 (EUA)
- Schizocosa mccooki (Montgomery, 1904) (Amèrica del Nord)
- Schizocosa mimula (Gertsch, 1934) (EUA, Mèxic)
- Schizocosa minahassae (Merian, 1911) (Sulawesi)
- Schizocosa minnesotensis (Gertsch, 1934) (EUA, Canadà)
- Schizocosa minor (Lessert, 1926) (Àfrica Oriental)
- Schizocosa obscoena (Rainbow, 1899) (Noves Hèbrides)
- Schizocosa ocreata (Hentz, 1844) (Amèrica del Nord)
- Schizocosa parricida (Karsch, 1881) (Xina)
- Schizocosa perplexa Bryant, 1936 (EUA)
- Schizocosa pilipes (Karsch, 1879) (Àfrica Central i Occidental)
- Schizocosa proletaria (Tullgren, 1905) (Bolívia, Argentina)
- Schizocosa puebla Chamberlin, 1925 (EUA)
- Schizocosa retrorsa (Banks, 1911) (EUA, Mèxic)
- Schizocosa rovneri Uetz & Dondale, 1979 (EUA)
- Schizocosa rubiginea (O. P.-Cambridge, 1885) (Yarkand)
- Schizocosa salara (Roewer, 1960) (Afganistan)
- Schizocosa salsa Barnes, 1953 (EUA)
- Schizocosa saltatrix (Hentz, 1844) (Amèrica del Nord)
- Schizocosa segregata Gertsch & Wallace, 1937 (EUA)
- Schizocosa semiargentea (Simon, 1898) (Perú)
- Schizocosa serranoi (Mello-Leitão, 1941) (Brasil, Argentina)
- Schizocosa stridulans Stratton, 1984 (EUA)
- Schizocosa subpersonata (Simon, 1910) (Namíbia)
- Schizocosa tamae (Gertsch & Davis, 1940) (Mèxic)
- Schizocosa tenera (Karsch, 1879) (Àfrica Central i Occidental)
- Schizocosa tristani (Banks, 1909) (Costa Rica, Panamà)
- Schizocosa uetzi Stratton, 1997 (EUA)
- Schizocosa venusta (Roewer, 1959) (Tanzània)
- Schizocosa vulpecula (L. Koch, 1865) (Wallis)
- Schizocosa yurae (Strand, 1908) (Perú)

### Shapna
Shapna Hippa & Lehtinen, 1983
- Shapna pluvialis Hippa & Lehtinen, 1983 (Índia)

### Sibirocosa
Sibirocosa Marusik, Azarkina & Koponen, 2004
- Sibirocosa alpina Marusik, Azarkina & Koponen, 2004 (Kazakhstan)
- Sibirocosa kolymensis Marusik, Azarkina & Koponen, 2004 (Rússia)
- Sibirocosa manchurica Marusik, Azarkina & Koponen, 2004 (Rússia)
- Sibirocosa sibirica (Kulczyn'ski, 1908) (Rússia)
- Sibirocosa subsolana (Kulczyn'ski, 1907) (Rússia)

### Sosippus
Sosippus Simon, 1888
- Sosippus agalenoides Banks, 1909 (Mèxic fins a Costa Rica)
- Sosippus californicus Simon, 1898 (EUA, Mèxic)
- Sosippus floridanus Simon, 1898 (EUA)
- Sosippus janus Brady, 1972 (EUA)
- Sosippus mexicanus Simon, 1888 (Mèxic, Guatemala)
- Sosippus michoacanus Brady, 1962 (Mèxic)
- Sosippus mimus Chamberlin, 1924 (EUA)
- Sosippus placidus Brady, 1972 (EUA)
- Sosippus plutonus Brady, 1962 (Mèxic)
- Sosippus texanus Brady, 1962 (EUA)

### Syroloma
Syroloma Simon, 1900
- Syroloma major Simon, 1900 (Hawaii)
- Syroloma minor Simon, 1900 (Hawaii)

### Tasmanicosa
Tasmanicosa Roewer, 1959
- Tasmanicosa tasmanica (Hogg, 1905) (Tasmània)

### Tetralycosa
Tetralycosa Roewer, 1960
- Tetralycosa alteripa (McKay, 1976) (Oest d'Austràlia)
- Tetralycosa arabanae Framenau, Gotch & Austin, 2006 (Sud d'Austràlia)
- Tetralycosa eyrei (Hickman, 1944) (Sud d'Austràlia, Victòria)
- Tetralycosa oraria (L. Koch, 1876) (Meridional Austràlia, Tasmània)

### Trabea
Trabea Simon, 1876
- Trabea bipunctata (Roewer, 1959) (Congo, Rwanda, Malawi, Etiòpia)
- Trabea cazorla Snazell, 1983 (Espanya, Marroc, Algèria)
- Trabea heteroculata Strand, 1913 (Rwanda, Tanzània, Kenya)
- Trabea natalensis Russell-Smith, 1982 (Sud-àfrica)
- Trabea nigriceps Purcell, 1903 (Sud-àfrica)
- Trabea nigristernis Alderweireldt, 1999 (Malawi)
- Trabea ornatipalpis Russell-Smith, 1982 (Sud-àfrica)
- Trabea paradoxa Simon, 1876 (Europa Meridional)
- Trabea purcelli Roewer, 1951 (Sud-àfrica)
- Trabea rubriceps Lawrence, 1952 (Sud-àfrica)
- Trabea setula Alderweireldt, 1999 (Malawi)
- Trabea unicolor Purcell, 1903 (Sud-àfrica)
- Trabea varia Purcell, 1903 (Sud-àfrica)

### Trabeops
Trabeops Roewer, 1959
- Trabeops aurantiacus (Emerton, 1885) (EUA, Canadà)

### Trebacosa
Trebacosa Dondale & Redner, 1981
- Trebacosa marxi (Stone, 1890) (EUA, Canadà)

### Tricassa
Tricassa Simon, 1910
- Tricassa deserticola Simon, 1910 (Namíbia, Sud-àfrica)
- Tricassa madagascariensis Jocqu? & Alderweireldt, 2001 (Madagascar)

### Trochosa
Trochosa C. L. Koch, 1847
- Trochosa acompa (Chamberlin, 1924) (EUA)
- Trochosa adjacens O. P.-Cambridge, 1885 (Yarkand)
- Trochosa albifrons (Roewer, 1960) (Congo)
- Trochosa albipilosa (Roewer, 1960) (Sud-àfrica)
- Trochosa alboguttulata (L. Koch, 1878) (Queensland)
- Trochosa albomarginata (Roewer, 1960) (Zimbabwe)
- Trochosa albopunctata (Mello-Leitão, 1941) (Argentina)
- Trochosa alviolai Barrion & Litsinger, 1995 (Filipines)
- Trochosa annulipes L. Koch, 1875 (Líbia, Egipte, Etiòpia)
- Trochosa aperta (Roewer, 1960) (Namíbia)
- Trochosa apothetica (Wallace, 1947) (EUA)
- Trochosa aquatica Tanaka, 1985 (Xina, Japó)
- Trochosa arctosina Caporiacco, 1947 (Veneçuela, Guyana)
- Trochosa bannaensis Yin & Chen, 1995 (Xina)
- Trochosa beltran (Mello-Leitão, 1942) (Argentina)
- Trochosa bukobae (Strand, 1916) (Àfrica Oriental)
- Trochosa cachetiensis Mcheidze, 1997 (Geòrgia)
- Trochosa canapii Barrion & Litsinger, 1995 (Filipines)
- Trochosa charmina (Strand, 1916) (Camerun)
- Trochosa corporaali (Reimoser, 1935) (Xina)
- Trochosa dentichelis Buchar, 1997 (Bhutan)
- Trochosa entebbensis (Lessert, 1915) (Àfrica Central i Oriental)
- Trochosa expolita (L. Koch, 1877) (Queensland fins a Victòria)
- Trochosa fageli Roewer, 1960 (Congo)
- Trochosa garamantica (Caporiacco, 1936) (Líbia)
- Trochosa gentilis (Roewer, 1960) (Camerun)
- Trochosa glarea McKay, 1979 (Queensland)
- Trochosa gravelyi Buchar, 1976 (Nepal)
- Trochosa guaquiensis (Strand, 1908) (Perú)
- Trochosa guatemala Chamberlin & Ivie, 1942 (Guatemala)
- Trochosa gunturensis Patel & Reddy, 1993 (Índia)
- Trochosa himalayensis Tikader & Malhotra, 1980 (Índia)
- Trochosa hispanica Simon, 1870 (Mediterrani fins a l'Àsia central)
- Trochosa hoggi (Lessert, 1926) (Àfrica Oriental)
- Trochosa hungarica Herman, 1879 (Hongria)
- Trochosa immaculata Savelyeva, 1972 (Kazakhstan)
- Trochosa impercussa Roewer, 1955 (Iran)
- Trochosa infausta (Mello-Leitão, 1941) (Argentina)
- Trochosa insignis O. P.-Cambridge, 1898 (Costa Rica)
- Trochosa intermedia (Roewer, 1960) (Zimbabwe)
- Trochosa iviei (Gertsch & Wallace, 1937) (Mèxic)
- Trochosa joshidana (Kishida, 1909) (Japó)
- Trochosa kaieteurensis (Gertsch & Wallace, 1937) (Guyana)
- Trochosa kalukanai (Simon, 1900) (Hawaii)
- Trochosa liberiana (Roewer, 1960) (Liberia)
- Trochosa lucasi (Roewer, 1951) (Illes Canàries)
- Trochosa lugubris O. P.-Cambridge, 1885 (Tajikistan)
- Trochosa magdalenensis (Strand, 1914) (Colòmbia)
- Trochosa magna (Roewer, 1960) (Liberia)
- Trochosa masumbica (Strand, 1916) (Àfrica Oriental)
- Trochosa melloi Roewer, 1951 (Brasil)
- Trochosa menglaensis Yin, Bao & Wang, 1995 (Xina)
- Trochosa minima (Roewer, 1960) (Congo, Kenya)
- Trochosa moluccensis Thorell, 1878 (Amboina)
- Trochosa mundamea Roewer, 1960 (Camerun, Sierra Leone)
- Trochosa niveopilosa (Mello-Leitão, 1938) (Argentina)
- Trochosa obscura (Roewer, 1960) (Rwanda)
- Trochosa ochracea (L. Koch, 1856) (Espanya)
- Trochosa papakula (Strand, 1911) (Moluques, Nova Guinea)
- Trochosa paranaensis (Mello-Leitão, 1937) (Brasil)
- Trochosa pardaloides (Mello-Leitão, 1937) (Brasil)
- Trochosa parviguttata (Strand, 1906) (Etiòpia)
- Trochosa phyllis (Hogg, 1905) (Sud d'Austràlia)
- Trochosa praetecta L. Koch, 1875 (Etiòpia)
- Trochosa presumptuosa (Holmberg, 1876) (Argentina)
- Trochosa propinqua O. P.-Cambridge, 1885 (Yarkand)
- Trochosa pseudofurva (Strand, 1906) (Camerun)
- Trochosa punctipes (Gravely, 1924) (Índia)
- Trochosa quinquefasciata Roewer, 1960 (Tanzània)
- Trochosa reichardtiana (Strand, 1916) (Hispaniola)
- Trochosa reimoseri Bristowe, 1931 (Krakatoa)
- Trochosa robusta (Simon, 1876) (Paleàrtic)
- Trochosa ruandanica (Roewer, 1960) (Rwanda)
- Trochosa ruricola (De Geer, 1778) (Holàrtic, Bermuda)
- Trochosa ruricoloides Schenkel, 1963 (Xina, Taiwan)
- Trochosa sanlorenziana (Petrunkevitch, 1925) (Panamà)
- Trochosa semoni Simon, 1896 (Java)
- Trochosa sericea (Simon, 1898) (Brasil)
- Trochosa spinipalpis (F. O. P.-Cambridge, 1895) (Paleàrtic)
- Trochosa suiningensis Peng i cols., 1997 (Xina)
- Trochosa tangerana (Roewer, 1960) (Marroc)
- Trochosa tenebrosa Keyserling, 1877 (Colòmbia)
- Trochosa tenella Keyserling, 1877 (Colòmbia)
- Trochosa tenuis (Roewer, 1960) (Etiòpia)
- Trochosa terricola Thorell, 1856 (Holàrtic)
- Trochosa tristicula (L. Koch, 1877) (Queensland, Nova Gal·les del Sud)
  - Trochosa tristicula phegeia (Simon, 1909) (Oest d'Austràlia)
- Trochosa unmunsanensis Paik, 1994 (Corea)
- Trochosa vulvella (Strand, 1907) (Japó)
- Trochosa werneri (Roewer, 1960) (Algèria)
- Trochosa wuchangensis (Schenkel, 1963) (Xina)
- Trochosa wundurra McKay, 1979 (Oest d'Austràlia)

### Trochosippa
Trochosippa Roewer, 1960
- Trochosippa anomala (Mello-Leitão, 1945) (Argentina)
- Trochosippa eberlanzi Roewer, 1960 (Namíbia)
- Trochosippa eugeni (Roewer, 1951) (Namíbia)
- Trochosippa kaswabilengae Roewer, 1960 (Congo)
- Trochosippa malayana (Doleschall, 1859) (Amboina)
- Trochosippa meruensis (Lessert, 1926) (Àfrica Oriental)
- Trochosippa minor (Mello-Leitão, 1941) (Argentina)
- Trochosippa modesta Roewer, 1960 (Sud-àfrica)
- Trochosippa nigerrima Roewer, 1960 (Sud-àfrica)
- Trochosippa obscura (Mello-Leitão, 1943) (Argentina)
- Trochosippa pardosella (Strand, 1906) (Etiòpia)

### Trochosula
Trochosula Roewer, 1960
- Trochosula afghana Roewer, 1960 (Afganistan)
- Trochosula conspersa (L. Koch, 1882) (Illes Balears)
- Trochosula grazianii (Caporiacco, 1939) (Etiòpia)
- Trochosula luctuosa (Mello-Leitão, 1947) (Brasil)

### Tuberculosa
Tuberculosa Framenau & Yoo, 2006
- Tuberculosa austini Framenau & Yoo, 2006 (Queensland)
- Tuberculosa harveyi Framenau & Yoo, 2006 (Territori del Nord)
- Tuberculosa hoggi (Framenau & Vink, 2001) (Queensland)
- Tuberculosa monteithi Framenau & Yoo, 2006 (Queensland)

### Varacosa
Varacosa Chamberlin & Ivie, 1942
- Varacosa avara (Keyserling, 1877) (EUA, Canadà)
- Varacosa gosiuta (Chamberlin, 1908) (EUA)
- Varacosa hoffmannae Jim?nez & Dondale, 1988 (Mèxic)
- Varacosa parthenus (Chamberlin, 1925) (EUA)
- Varacosa shenandoa (Chamberlin & Ivie, 1942) (EUA, Canadà)

### Venator
Venator Hogg, 1900
- Venator marginatus Hogg, 1900 (Victòria)
- Venator spenceri Hogg, 1900 (Victòria)

### Venatrix
Venatrix Roewer, 1960
- Venatrix allopictiventris Framenau & Vink, 2001 (Queensland, Nova Gal·les del Sud)
- Venatrix amnicola Framenau, 2006 (Queensland, Nova Gal·les del Sud, Victòria)
- Venatrix archookoora Framenau & Vink, 2001 (Queensland)
- Venatrix arenaris (Hogg, 1905) (Austràlia)
- Venatrix australiensis Framenau & Vink, 2001 (Queensland, Nova Gal·les del Sud)
- Venatrix brisbanae (L. Koch, 1878) (Queensland, Nova Gal·les del Sud)
- Venatrix esposica Framenau & Vink, 2001 (Territori del Nord, Sud d'Austràlia fins a Tasmània)
- Venatrix fontis Framenau & Vink, 2001 (Sud d'Austràlia, Nova Gal·les del Sud, Victòria)
- Venatrix funesta (C. L. Koch, 1847) (southAustràlia Oriental, Tasmània)
- Venatrix furcillata (L. Koch, 1867) (Queensland, Nova Gal·les del Sud, Victòria, Tasmània)
- Venatrix hickmani Framenau & Vink, 2001 (Queensland, Nova Gal·les del Sud)
- Venatrix konei (Berland, 1924) (Austràlia, Illa Lord Howe, Nova Zelanda, Nova Caledònia)
- Venatrix koori Framenau & Vink, 2001 (Victòria)
- Venatrix kosciuskoensis (McKay, 1974) (Nova Gal·les del Sud, Victòria)
- Venatrix lapidosa (McKay, 1974) (Queensland, Nova Gal·les del Sud, Victòria)
- Venatrix magkasalubonga (Barrion & Litsinger, 1995) (Filipines)
- Venatrix mckayi Framenau & Vink, 2001 (southAustràlia Oriental)
- Venatrix ornatula (L. Koch, 1877) (Queensland, Nova Gal·les del Sud)
- Venatrix palau Framenau, 2006 (Micronèsia, Palau, Queensland)
- Venatrix penola Framenau & Vink, 2001 (Sud d'Austràlia, Victòria)
- Venatrix pictiventris (L. Koch, 1877) (southAustràlia Oriental, Tasmània)
- Venatrix pseudospeciosa Framenau & Vink, 2001 (southAustràlia Oriental, Tasmània)
- Venatrix pullastra (Simon, 1909) (Oest d'Austràlia)
- Venatrix roo Framenau & Vink, 2001 (Sud d'Austràlia)
- Venatrix speciosa (L. Koch, 1877) (Austràlia Oriental)
- Venatrix summa (McKay, 1974) (Nova Gal·les del Sud)
- Venatrix tinfos Framenau, 2006 (Oest d'Austràlia)

### Venonia
Venonia Thorell, 1894
- Venonia chaiwooi Yoo & Framenau, 2006 (Palau)
- Venonia choiae Yoo & Framenau, 2006 (Sulawesi)
- Venonia cinctipes (Simon, 1898) (Nova Guinea, Queensland)
- Venonia coruscans Thorell, 1894 (Malàisia, Singapur, Borneo, Java)
- Venonia infundibulum Yoo & Framenau, 2006 (Territori del Nord)
- Venonia joejim Yoo & Framenau, 2006 (Palau)
- Venonia kimjoopili Yoo & Framenau, 2006 (Territori del Nord)
- Venonia kokoda Lehtinen & Hippa, 1979 (Nova Guinea)
- Venonia micans (Simon, 1898) (Filipines, Bali, Sulawesi)
- Venonia micarioides (L. Koch, 1877) (Austràlia)
- Venonia milla Lehtinen & Hippa, 1979 (Nova Guinea)
- Venonia muju (Chrysanthus, 1967) (Nova Guinea, New Bretanya)
- Venonia nata Yoo & Framenau, 2006 (Queensland)
- Venonia spirocysta Chai, 1991 (Xina, Taiwan)
- Venonia sungahae Yoo & Framenau, 2006 (Territori del Nord)
- Venonia vilkkii Lehtinen & Hippa, 1979 (Nova Guinea, Queensland)

### Vesubia
Vesubia Simon, 1910
- Vesubia caduca (Karsch, 1880) (Polynesia)
- Vesubia jugorum (Simon, 1881) (Itàlia)
- Vesubia vivax (Thorell, 1875) (Rússia, Turkmenistan)

### Wadicosa
Wadicosa Zyuzin, 1985
- Wadicosa commoventa Zyuzin, 1985 (Turkmenistan)
- Wadicosa daliensis Yin, Peng & Zhang, 1997 (Xina)
- Wadicosa fidelis (O. P.-Cambridge, 1872) (Paleàrtic)
- Wadicosa okinawensis (Tanaka, 1985) (Illes Ryukyu)
- Wadicosa quadrifera (Gravely, 1924) (Índia, Sri Lanka)

### Xerolycosa
Xerolycosa Dahl, 1908
- Xerolycosa miniata (C. L. Koch, 1834) (Paleàrtic)
- Xerolycosa nemoralis (Oestring, 1861) (Paleàrtic)
- Xerolycosa pelengena Roewer, 1960 (Congo)
- Xerolycosa sansibarina Roewer, 1960 (Zanzíbar)
- Xerolycosa undulata Chen, Song & Kim, 1998 (Xina)

### Zantheres
Zantheres Thorell, 1887
- Zantheres gracillimus Thorell, 1887 (Myanmar)

### Zenonina
Zenonina Simon, 1898
- Zenonina albocaudata Lawrence, 1952 (Sud-àfrica)
- Zenonina fusca Caporiacco, 1941 (Etiòpia)
- Zenonina mystacina Simon, 1898 (Namíbia, Sud-àfrica)
- Zenonina rehfousi Lessert, 1933 (Angola)
- Zenonina squamulata Strand, 1907 (Etiòpia)
- Zenonina vestita Simon, 1898 (Etiòpia)

### Zoica
Zoica Simon, 1898
- Zoica bambusicola Lehtinen & Hippa, 1979 (Tailàndia)
- Zoica bolubolu Lehtinen & Hippa, 1979 (Nova Guinea)
- Zoica falcata Lehtinen & Hippa, 1979 (Borneo, Nova Guinea)
- Zoica minuta (McKay, 1979) (Oest d'Austràlia)
- Zoica oculata Buchar, 1997 (Bhutan)
- Zoica parvula (Thorell, 1895) (Sri Lanka, Myanmar, Tailàndia, Malàisia)
- Zoica puellula (Simon, 1898) (Índia, Sri Lanka)
- Zoica wauensis Lehtinen & Hippa, 1979 (Nova Guinea)